# Turowice-Kolonia
Turowice-Kolonia [pronunciación en polaco: /turɔˈvit͡sɛ kɔˈlɔɲa/] es una aldea ubicada en el distrito administrativo de Gmina Jasieniec, dentro del condado de Grójec, Voivodato de Mazovia, en el centro-este de Polonia.